# برانگسک
برانگسک (به لهستانی:  Brańsk) یک منطقهٔ مسکونی در لهستان است که در شهرستان بیلسک واقع شده‌است. برانگسک ۳۲٫۴۳ کیلومتر مربع مساحت و ۳٬۸۲۲ نفر جمعیت دارد.